# Ottavio Acquaviva d'Aragona (cardenal de 1591)
Ottavio Acquaviva d'Aragona (Nápoles, 1560-ídem, 5 de diciembre de 1612), cardenal y arzobispo católico de familia noble italiana.

## Reseña biográfica
Elevado a cardenal el 6 de marzo de 1591. El 5 de abril de ese mismo año fue instalado cardenal-diácono de San Jorge en Velabro. Designado cardenal-presbítero de Santa María del Popolo el 15 de marzo de 1593; cardenal-presbítero de San Juan y San Pablo el 22 de abril de 1602; cardenal-presbítero de Santa Práxedes el 5 de junio de 1605; y arzobispo de Nápoles el 31 de agosto de 1605, siendo consagrado el 18 de septiembre de ese mismo año por el cardenal Roberto Belarmino, arzobispo emérito de Capua, y auxiliado por Antonio Caetani, arzobispo de Capua.